# Päpstliche Universität Johannes Paul II.

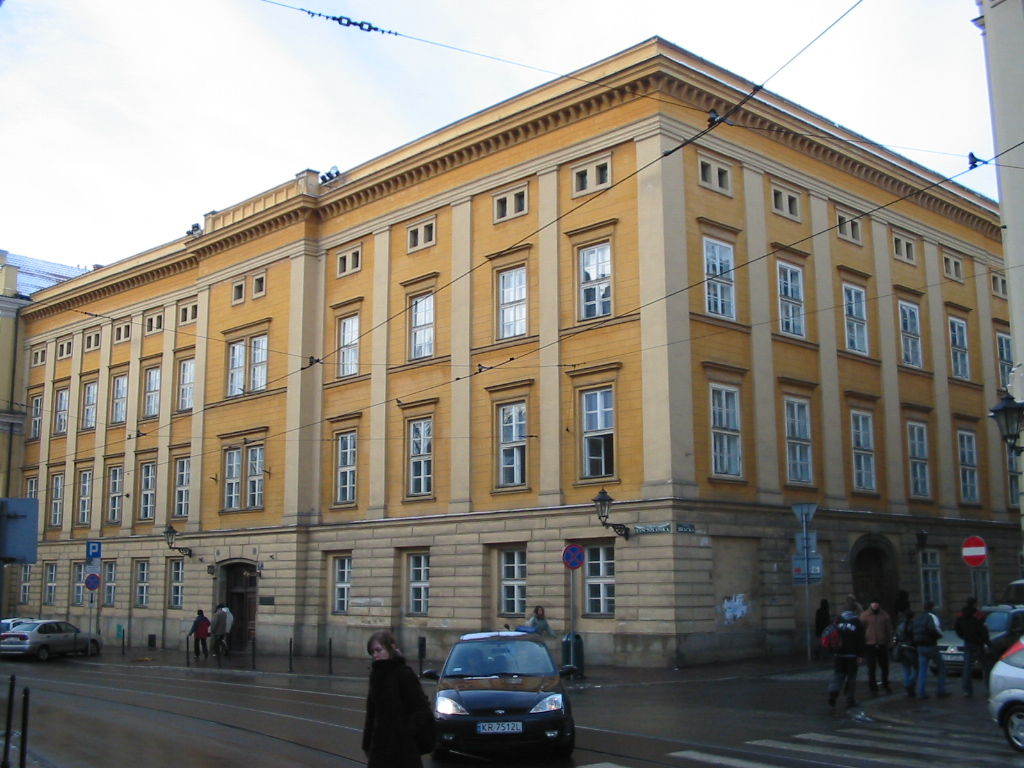
Päpstliche Universität Johannes Paul II.

Die Päpstliche Universität Johannes Paul II. (Polnisch: Uniwersytet Papieski Jana Pawła II; Abkürzung UPJPII) ist eine Päpstliche Universität in Krakau.

## Geschichte
Vorläufer war die im Jahre 1400 gegründete Theologische Fakultät der seit 1364 bestehenden Jagiellonen-Universität. Mit dem Motu proprio Beata Hedvigis wurde diese von Papst Johannes Paul II. im Jahre 1981 zur Päpstlichen Akademie für Theologie Krakau umgewandelt. Im Februar 2010 wurde diese durch Papst Benedikt XVI. zur Päpstlichen Universität Johannes Paul II. erhoben.

## Universität
Die Universität bietet Bachelor-, Master- und Promotionsstudiengänge sowie Habilitationsmöglichkeiten an. Sie lehrt und forscht an den Fakultäten Katholische Theologie, Philosophie, Geschichte und Kulturerbe, Sozialwissenschaften. Zugeordnet sind die Theologische Fakultät in Tarnów und darüber hinaus die Interfakultären Institute für Bioethik und die Ökumene und Dialog.
Die Universität ist Mitglied des Internationalen Verbandes der Katholischen Universitäten (FIUC) und der Europäischen Föderation der Katholischen Universitäten (FUCE), der Konferenz der Rektoren der polnischen Universitäten (KRUP) und der Konferenz der Rektoren der Akademischen Schulen in Polen (KRASP).
Partneruniversitäten sind die Ruhr-Universität Bochum, die Katholische Péter-Pázmány-Universität in Budapest, die Universität Graz, die Universität Prešov und die Katholische Universität Ružomberok.
Großkanzler der Universität ist der Krakauer Erzbischof, Marek Jędraszewski.

## Rektoren

### Päpstliche Akademie für Theologie Krakau
- 1981–1987: Marian Jaworski
- 1987–1992: Wacław Świerzawski
- 1992–1998: Adam Kubiś
- 1998–2004: Tadeusz Pieronek
- 2004–2009: Jan Maciej Dyduch

### Päpstliche Universität Johannes Paul II.
- 2009–2010: Jan Maciej Dyduch
- seit 2010: Władysław Zuziak